# The Who by Numbers
| Críticas profissionais | Críticas profissionais  |
| Avaliações da crítica  | Avaliações da crítica   |
| Fonte                  | Avaliação               |
| ---------------------- | ----------------------- |
| allmusic               | link                    |
| Rolling Stone          | Sem classificação) link |

The Who by Numbers é o sétimo álbum de estúdio  da banda de rock britânica The Who. Lançado em 1975, alcançou a sétima colocação entre os mais vendidos no Reino Unido e a oitava nas paradas da Billboard nos Estados Unidos.
Sem a maciça estrutura e a ambição dos trabalhos mais conhecidos da banda, Tommy e Quadrophenia, as composições de Townshend aqui são mais pessoais, quase obscuras, tratando de problemas que o identificam com o homem comum.

## Faixas
1. "Slip Kid" (Townshend) - 4:31
2. "However Much I Booze" (Townshend)- 5:02
3. "Squeeze Box" (Townshend) - 2:42
4. "Dreaming From the Waist" (Townshend) - 4:07
5. "Imagine a Man" (Townshend) - 4:04
6. "Success Story" (Entwistle) - 3:22
7. "They Are All in Love" (Townshend) - 3:02
8. "Blue, Red and Grey" (Townshend) - 2:49
9. "How Many Friends" (Townshend) - 4:06
10. "In a Hand or a Face" (Townshend) - 3:25

As faixas bônus do relançamento de 1996 foram gravadas ao vivo no Swansea Football Ground em 16 de junho de 1976. Estas músicas em particular já haviam sido lançadas em vários discos piratas.
1. "Squeeze Box" (Townshend) - 3:13
2. "Behind Blue Eyes" (Townshend) - 4:39
3. "Dreaming From the Waist" (Townshend) - 4:57

## Músicos
- Roger Daltrey - Vocais, gaita
- Pete Townshend - Guitarra, teclado, vocais
- John Entwistle - Baixo, metais, vocais
- Keith Moon - Bateria, vocais
- Nicky Hopkins - Piano, teclado

## Produção
- Chris Charlesworth – Produtor executivo
- Bill Curbishley – Produtor executivo
- John Entwisle – Arte de capa
- Richard Evans – Direção de arte, design
- Glyn Johns - Produtor
- Robert Rosenberg – Produtor executivo
- John Swnenson - Encarte
- Chris Walter - Fotografias